# Eleutherodactylus rufioculis
Eleutherodactylus rufioculis là một loài ếch trong họ Leptodactylidae.
Nó được tìm thấy ở Peru và có thể cả Ecuador.
Môi trường sống tự nhiên của nó là các khu rừng vùng núi ẩm nhiệt đới hoặc cận nhiệt đới.